# Hvězdárna a planetárium v Hradci Králové
Hvězdárna a planetárium Hradec Králové se nachází na jižním okraji města Hradce Králové. V současnosti sídlí v objektu hvězdárny také pobočka Českého hydrometeorologického ústavu – Solární a ozonová observatoř a část Ústavu fyziky atmosféry Akademie věd ČR.
Jedná se o příspěvkovou organizaci Královéhradeckého kraje.

## Charakteristika a historie
Hvězdárna stojí na hřebeni na rozhraní městských částí Nový Hradec Králové (k. ú. Kluky) a Třebeš, poloha hlavní kupole je 15°50'21" východní délky, 50°10'38" severní šířky, ve výšce asi 287 metrů nad mořem. Její základní výstavba probíhala v letech 1947 až 1961. Hvězdárna disponuje větším množstvím přístrojového i materiálního vybavení (včetně velkých dalekohledů, deset metrů dlouhého Foucaultova kyvadla, různých modelů a vzorků), přednáškovým a projekčním kinosálem s kapacitou 100 osob a například také jedním z nejstarších dosud plně funkčních mechanických planetárií na území Česka, pocházejících z 50. let 20. století.

## Digitální planetárium
Dne 23. ledna 2015 bylo na královéhradecké hvězdárně otevřeno také nové a moderní digitální planetárium od výrobce Carl Zeiss Jena, které výrazně rozšiřuje možnosti popularizace astronomie i přírodních věd jako takových. Projekce značky Velvet Zeiss patří k nejlepším z hlediska rozlišení i kontrastu (1:2 500 000) a na projekční ploše o šířce 12,5 metru tak mohou diváci vidět velmi ostrý obraz s „dokonalou tmou“. V chodbě digitálního planetária jsou také průběžně pořádány výstavy (např. kosmonautická technika, podpisy astronomů a kosmonautů, malby s pravěkou a vesmírnou tematikou ad.).

## Tematické stezky
V okolí hvězdárny byly v roce 2005 vytvořeny dvě naučné vycházkové stezky – planetární a galaktická, které zobrazují naše vesmírné „okolí“ ve velmi zmenšeném měřítku. Počátek mají vždy přímo u budovy hvězdárny a pokračují dál po Novém Hradci Králové až za hranice města. Planetární stezka začíná u betonového modelu Slunce o průměru 1,4 metru, má 13 zastavení, měřítko 1 : 1 miliardě a celkovou délku (od Slunce po trpasličí planetu Pluto) 6,5 km. Galaktická stezka s 12 zastaveními má měřítko 1 : 180 biliardám a její celková délka je 9,5 km.